# Kalitańce
Kalitańce (lit. Kalitonys) − wieś na Litwie, zamieszkana przez 22 ludzi, w gminie rejonowej Soleczniki, 4 km na północny zachód od Gierwiszek.